# Золотая обитель Будды Шакьямуни
«Золота́я оби́тель Бу́дды Шакьяму́ни» (калм. Бурхн Багшин алтн сүм; тиб. དགའ་ལྡན་བཤད་སྒྲུབ་ཆོས་སྐོར་གླིང, Вайли dga' ldan bshad sgrub chos skor gling — Геден Шеддуп Чой Корлинг) — крупнейший буддийский храм Республики Калмыкия, а также крупнейший буддийский храм в Европе. Расположен в центре Элисты на улице Юрия Клыкова.
Здание хурула имеет 63 метра в высоту и вмещает в себе вторую по величине в России и Европе девятиметровую статую Будды. Самая крупная статуя Будды также расположена в Калмыкии в городе Лагань.

## Строительство
Храм был возведён на месте старого завода железобетонных изделий на улице Ленина по благословению духовного лидера тибетских, монгольских и российских буддистов Далай-ламы XIV, посетившего Элисту в 2004 году с пастырским визитом. Буддийский храм в Элисте был построен в значительно сжатые сроки: за 9 месяцев строителям и архитекторам удалось создать не только сам храм, но и украсить внутренний интерьер хурула. Авторами проекта стали С. Курнеев, В. Гиляндиков и Л. Амнинов.

## Открытие
Открытие хурула состоялось 27 декабря 2005 года и было приурочено к празднованию национального праздника Зул, а также к годовщине депортации калмыков в Сибирь и на Дальний Восток в 1943 году.
Церемония открытия началась в шесть часов утра с ритуала освящения. Поскольку эта часть церемонии должна проводиться в присутствии только монахов, для мирян была организована прямая телевизионная трансляция. В официальной части приняли участие Шаджин-лама Калмыкии Тэло Тулку Ринпоче, монахи центрального хурула, Хамбо-лама Монголии Д. Чойжамц, представители Камбы-ламы Республики Тыва, представитель Бурятии Еше Лодой Ринпоче, Чжампа Тинлей, а также владыка Калмыцкий и Элистинский Зосима и представитель Московского Патриархата отец Дудко. В церемонии также участвовали представители правительства Калмыкии, Тывы, Бурятии, посол Непала в России, гости из Японии, Индии, Америки и стран Европы.

## Внешний вид

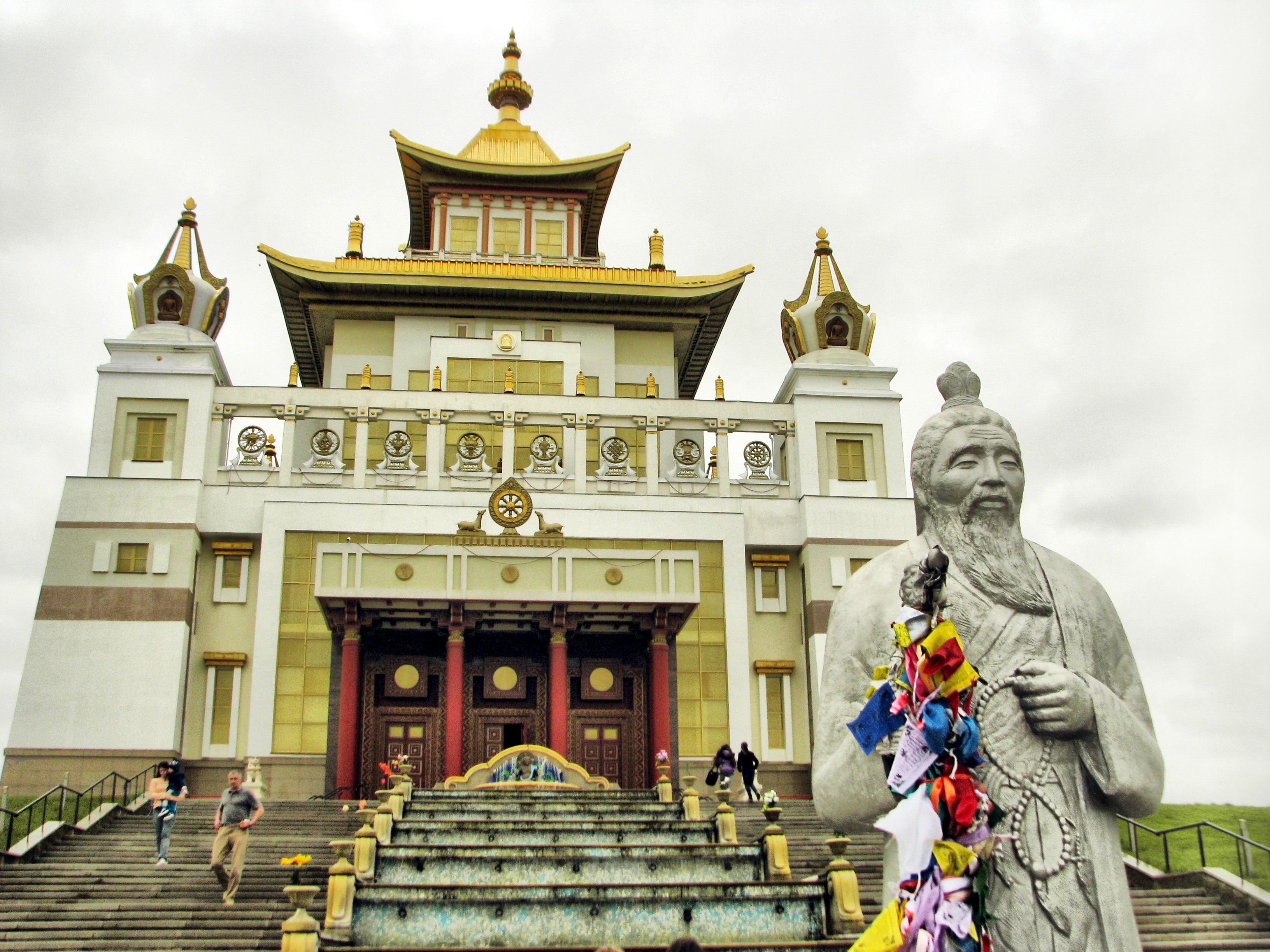
Главный фасад хурула и статуя Белого старца

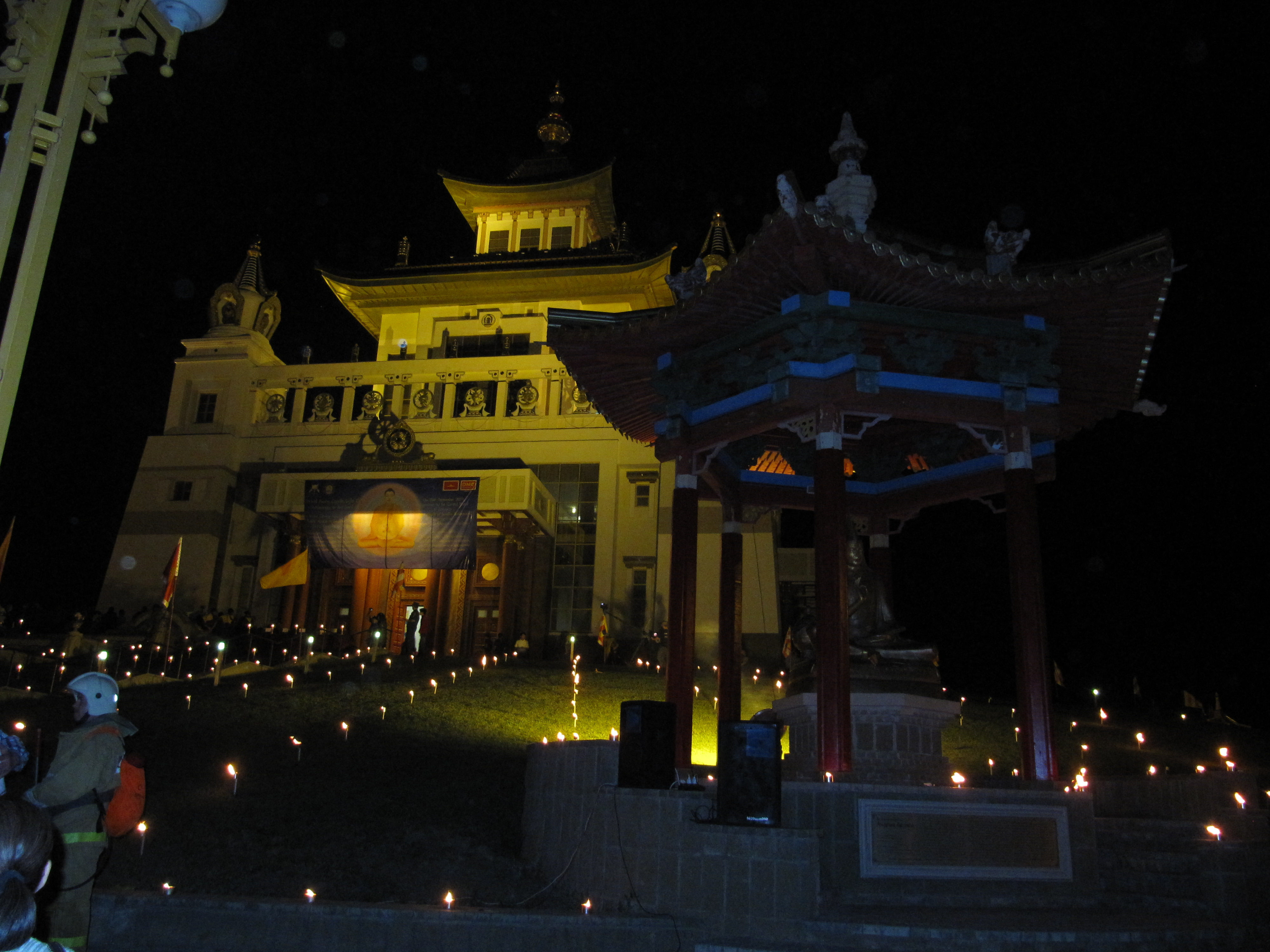
Хурул ночью

Одна из 17-ти статуй учителей буддизма на территории хурула вне здания

Храм является одной из главных достопримечательностей Элисты. Он представляет собой величественное здание, где совершаются молебны, ритуалы и праздничные богослужения.
По периметру здание «Золотой обители Будды Шакьямуни» обнесено оградой с чередующимися через каждые пять метров белоснежными ступами. Всего вокруг хурула 108 ступ. Южные ворота являются главными. В ограде храма имеется четыре входа, расположенных по четырём сторонам света. Весь архитектурный план монастыря имеет форму мандалы. Здание хурула окружают 17 пагод со статуями великих буддийских учителей монастыря Наланда.

### Интерьер
Хурул состоит из 7 уровней. На первом расположены библиотека, музей и конференц-зал. Второй уровень — это молельный зал (дуган) с 9-метровой статуей Будды Шакьямуни. Внутрь статуи заложены священные предметы — мантры, благовония, драгоценности, пригоршни земли из всех районов республики, растущие на территории Калмыкии растения и злаки. Сама статуя покрыта сусальным золотом и инкрустирована бриллиантами.
На третьем уровне находятся комнаты индивидуального приема, где монахи, врач тибетской медицины и астрологи ведут прием верующих. Также на этом уровне находится администрация. Четвёртый уровень — резиденция главы буддистов Калмыкии Тэло Тулку Ринпоче и малый конференц-зал. На пятом уровне — резиденция Его Святейшества Далай-ламы XIV Тензина Гьятцо. На шестом уровне находятся хозяйственные помещения. На седьмом уровне расположена комната для медитации, которую могут посещать исключительно духовные лица.

### Службы
- В Центральном хуруле ежедневно с 9:00 проводятся утренние ритуалы-молебны за благополучие калмыцкого народа, процветание республики, счастье и здоровье всех живых существ.
- Каждую пятницу в 14:00 проходит молебен (йөрәл) — поминальная служба.
- Каждые 8, 15, 29 дни по лунному календарю проходят большие молебны:
  - 8-го числа — молебен-обращение к Драгоценной Ноган Дәрк.
  - 15-го числа — молебен-обращение к Будде Медицины — Манла
  - 29-го числа — молебен-обращение к защитникам веры — сәкүсн ном.

Индивидуальный приём проводится ежедневно, кроме понедельника, с 11 часов.
Монахи читают тексты Прибежища в Трёх Драгоценностях — в Будде, Дхарме (Учении), Сангхе (монашеской общине), тексты «100 богов рая Тушиты», высшей Маха-ануттара-йогатантры Ямантаки, защитницы Окон-Тенгр, хозяина местности — Белого Старца, молитвы за долголетие Его Святейшества Далай-ламы XIV. Во время утренней службы также проводятся обряды продления жизни (насн уттулх), отрезание чёрного языка (хар кел утлх), отворот плохих снов (зүднә хәрү), обряд для удаления препятствий — «Сержм». Во время молебна монахи хурула проводят визуализацию божеств, обряд призывания буддийских божеств, делают подношения, просят даровать благословение и очищение присутствующим на службе людям. Эти службы проводятся ежедневно. В пятницу проводится поминальная служба по умершим (буйн, йөрәл) с 14 до 16 ч.
В хуруле проводятся уроки тибетского языка и йоги, а также работает филиал Национального музея Калмыкии, в котором постоянно проходят различные выставки, касающиеся истории буддизма.

### Дни мацк
В дни мацк — 8, 15, 30 лунные дни — монахи хурула совершают ритуалы Зелёной Тары (8 л. д.), Будды медицины Манла (15 л. д), Бурхн-Багш (30 л. д.), Окон-Тенгр (29 л. д.).